# Dirceu de Oliveira Medeiros
Dirceu de Oliveira Medeiros (ur. 28 marca 1973 w Barroso) – brazylijski duchowny katolicki, biskup Camaçari od 2022.

## Życiorys
15 grudnia 2001 otrzymał święcenia kapłańskie i został inkardynowany do diecezji São João del Rei. Był m.in. diecezjalnym animatorem ruchu Campanhas da Fraternidade, wikariuszem generalnym diecezji oraz jej administratorem. W latach 2019–2021 był podsekretarzem Konferencji Episkopatu Brazylii.
27 października 2021 papież Franciszek mianował go biskupem diecezji Camaçari. Sakry udzielił mu 4 grudnia 2021 metropolita Belo Horizonte – arcybiskup Walmor Oliveira de Azevedo. 19 lutego 2022 kanonicznie objął urząd.